# Эль-Ислах (газета)
«Эль-Исла́х» (‎тат. әл-Ислах / الاصلاح — «Реформа») — еженедельная татарская газета. Орган одноименной организации.

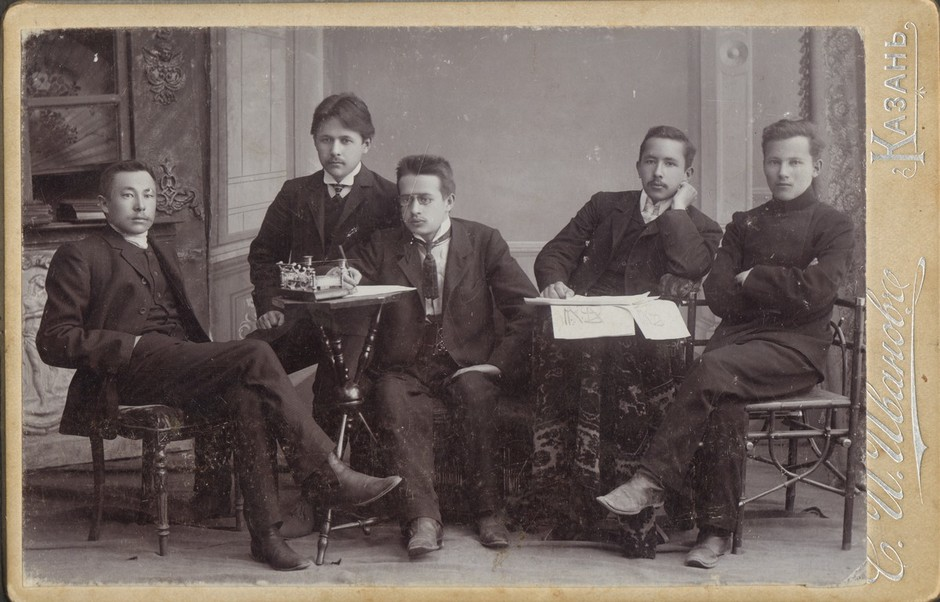
Слева направо: Габдулла Тукай, Ибрагим Амирхан, Фатих Амирхан, Кабир Бакир и Вафа Бахтияров. Казань, редакция газеты «Эль-Ислах», 1908 г.

Издавалась с 3 октября 1907 года по 22 июля 1909 года в Казани на татарском языке, 68 номеров. Официальный издатель и редактор — В. Бахтияров, фактический редактор Ф. Амирхан. Публиковались: Х. Абоздров, И. Акчура, Ю. Акчура, С. Амирхания, Ш. Ахмеров, К. Бакир, А. Биккулов, Г. Галимов, Г. Гафуров-Чыгтай, Г. Ибрагимов, Г. Камал, Ф. ал-Мансури, Д. Минский, Г. ал-Мустафа, С. Рамеев, Г. Сагидов, Х. Сафа, Г. Тукай, Б. Уланов, Р. Фахретдин и др. Выходила под лозунгом: «Знание и образование – залог счастья для всего народа!». Пропагандировала реформирование образовательной системы, повсеместное введение новометодного образования, воспитание в народе стремления к приобретению знаний, синтез прогрессивных достижений знаний, синтез прогрессивных достижений Востока и Запада; резко критиковала застой в системе образования. В рубрике «О деятельности учебных заведений» печатались письма учащихся. Освещались внешняя и внутренняя политика России, деятельность Думы и различных партий («Иттифак ал-муслимин», «Истинно русские» и др.), вопросы экономики, религии и философии, прав женщин, перевода татарского языка на латиницу. Публиковались рассказы, фельетоны и стихи Г. Тукая, Ф. Амирхана и др., литературная критика, объявления о поступлении в продажу новых книг.